# Miss Mundo 2014
Miss Mundo 2014 foi a 64.ª edição do Miss Mundo. O certame foi realizado este ano no Auditório ICC do ExCeL London, localizado na capital da Grã-Bretanha. Candidatas de 121 países estiveram presentes competindo pela coroa. A vencedora do ano passado, a filipina Megan Lynne Young coroou como sua sucessora a grande favorita da edição, a sul-africana Rolene Strauss no final do evento.
A apresentação da competição ficou por conta do jornalista e ator Tim Vincent e a atual rainha, Megan Lynne Young. Nos bastidores, dando a pontuação preliminar das candidatas estará o diretor do Miss Mundo, Steve Douglas com o apoio do ex-Mister Canadá e cantor Frankie Cena. A parte musical do evento foi liderada pelo membro do grupo LMFAO, Skye Blu e da banda pop estilo boy band do The Vamps. O concurso foi transmitido para toda Grã-Bretanha pela ITV, nos Estados Unidos pela E! e no Brasil e em outros países pelo You Tube ao vivo.

## Resultados

### Colocações
| Colocação               | País e Candidata |
| Vencedora               | - África do Sul - Rolene Strauss |
| 2º. Lugar               | - Hungria - Edina Kulcsár |
| 3º. Lugar               | - Estados Unidos - Elizabeth Safrit |
| Finalistas              | - Austrália - Courtney Thorpe - Inglaterra - Carina Tyrell |
| (TOP 11) Semifinalistas | - Brasil - Julia Gama - Guiana - Rafieya Asieya - Índia - Koyal Rana - México - Daniela Álvarez - Quênia - Idah Nguma - Tailândia - Nonthawan Thongleng § |
| (TOP 25) Semifinalistas | - Bolívia - Andrea Forfori - China RP - Du Yang - Escócia - Ellie McKeating - Filipinas - Valerie Weigmann - Finlândia - Krista Haapalainen - Gana - Nadia Densua - Holanda - Tatjana Maul - Indonésia - Asteria Sastrayu - Malásia - Dewi Seriestha - Rússia - Anastasiya Kostenko - Sudão do Sul - Awien Bol - Suécia - Olivia Asplund - Trinidad e Tobago - Sarah Waddell - Vietnã - Nguyen Thi Loan |

§  Ganhadora da Escolha da Audiência

### Prêmios Especiais
Diferentemente das etapas classificatórias, estes não contam pontos:

#### Rainhas Continentais da Beleza
| Prêmio   | País e Candidata                    |
| África   | - África do Sul - Rolene Strauss    |
| Américas | - Estados Unidos - Elizabeth Safrit |
| Ásia     | - Índia - Koyal Rana                |
| Caribe   | - Guiana - Rafieya Asieya           |
| Europa   | - Hungria - Edina Kulcsár           |
| Oceania  | - Australia - Courtney Thorpe       |

#### Melhor Vestido
| Prêmio | País e Candidata                     |
| 1      | - Índia - Koyal Rana                 |
| 2      | - Escócia - Ellie McKeating          |
| 3      | - República Dominicana - Dhio Moreno |

#### Escolha da Audiência
| Prêmio                  | País e Candidata |
| 1                       | - Tailândia - Maeya Thongleng |
| (TOP 10) Semifinalistas | - Austrália - Courtney Thorpe - Barbados - Zoé Trotman - Canadá - Annora Bourgeault - Chade - Sakadi Djivira - Filipinas - Valerie Weigmann - Haiti - Carolyn Désert - Índia - Koyal Rana - Nepal - Subin Limbu - Tanzânia - Happiness Watimanywa |

### Ordem dos Anúncios
| 1. Bolívia 2. Brasil 3. República Popular da China 4. República Dominicana 5. Inglaterra 6. México 7. Guiana 8. Hungria 9. Índia 10. Indonésia 11. Malásia 12. Sudão do Sul 13. Vietnã 14. Finlândia 15. Gana 16. Quênia 17. Países Baixos 18. Filipinas 19. Austrália 20. Rússia 21. Escócia 22. África do Sul 23. Suécia 24. Trinidad e Tobago 25. Estados Unidos | 1. Austrália 2. México 3. Estados Unidos 4. Quênia 5. Hungria 6. Brasil 7. Guiana 8. Inglaterra 9. África do Sul 10. Índia 11. Tailândia | 1. Hungria 2. Austrália 3. África do Sul 4. Estados Unidos 5. Inglaterra |  |  |  |

## Jurados
Serão os responsáveis pela escolha da nova vencedora os seguintes juízes:
1. Julia Morley, CEO do Miss World;
2. Rudy Salles, político membro da Assembleia Nacional Francesa;
3. Jody Reynolds, jurada da etapa Beleza com Propósito e ex-Presidenta da Variety International;
4. Marsha-Rae Ratcliff, membra do conselho da Variety International;
5. Tony Hatch, músico, ator e produtor teatral;
6. Agbani Darego, modelo e Miss Mundo 2001;
7. Azra Akin, modelo, atriz e Miss Mundo 2002;
8. Zhang Zilin, modelo e Miss Mundo 2007;
9. Kaiane Aldorino, modelo e Miss Mundo 2009.

## Fast Track Events

### Traje de Banho
| Colocação  | País e Candidata                                                                                       |
| 1          | - Suécia - Olivia Asplund                                                                              |
| Finalistas | - África do Sul - Rolene Strauss - Índia - Koyal Rana - México - Daniela Álvarez - Quênia - Idah Nguma |

### Top Model
- As semifinalistas foram anunciadas no dia 28 de Novembro:[6]

| Colocação               | País e Candidata |
| 1                       | - Bósnia e Herz. - Isidora Borovčanin |
| Finalistas              | - Austrália - Courtney Thorpe - Hungria - Edina Kulcsár - República Popular da China - Du Yang - Sudão do Sul - Awien Kuanyin |
| (TOP 20) Semifinalistas | - África do Sul - Rolene Strauss - Croácia - Antonija Gogić - Escócia - Ellie McKeating - França - Flora Coquerel - Haiti - Carolyn Desert - Índia - Koyal Rana - México - Daniela Álvarez - Mongólia - Battsetseg Turbat - Namíbia - Brumhilda Ochs - Porto Rico - Génesis Dávila - República Tcheca - Tereza Skoumalová - República Dominicana - Dhío Moreno - Rússia - Anastasia Kostenko - Turquia - Amine Gülşe - Zimbábue - Tendai Hunda |

### Beleza com Propósito
- As semifinalistas foram anunciadas durante a doação anual do Miss Mundo:[7]

| Colocação               | País e Candidata |
| 1                       | - Brasil - Julia Gama - Guiana - Rafieya Asieya - Índia - Koyal Rana - Indonésia - Asteria Sastrayu - Quênia - Idah Nguma                        |
| (TOP 10) Semifinalistas | - África do Sul - Rolene Strauss - Bolívia - Andrea Forfori - Filipinas - Valerie Weigmann - Holanda - Tatjana Maul - Inglaterra - Carina Tyrell |

### Miss Talento
- As finalistas foram anunciadas também durante a doação anual do concurso:

| Colocação  | País e Candidata                                                                             |
| 1          | - Malásia - Dewi Seriestha                                                                   |
| 2          | - Escócia - Ellie McKeating                                                                  |
| Finalistas | - Estados Unidos - Elizabeth Safrit - Rússia - Anastasiya Kostenko - Suécia - Olivia Asplund |

### Miss Multimídia
- As candidatas que mais utilizaram as redes sociais para se promover:

| Colocação  | País e Candidata                                                                                            |
| 1          | - Estados Unidos - Elizabeth Safriti                                                                        |
| Finalistas | - Guiana - Rafieya Husain - Países Baixos - Tatjana Maul - Índia - Koyal Rana - Inglaterra - Carina Tyrrell |

### Miss Esportes
- As misses foram divididas nos seguintes times:[8]

| Vermelho                                                                        | Verde | Amarelo                                                                                              | Azul                                                                               |
| - Áustria - Brasil - Colômbia - Gibraltar - Inglaterra - México - País de Gales | - África do Sul - Austrália - Estados Unidos - Irlanda do Norte - Paraguai - Noruega - Trinidad e Tobago - Turquia | - Alemanha - Costa do Marfim - El Salvador - Equador - Finlândia - Haiti - Lesoto - República Tcheca | - Bielorrússia - Hungria - Índia - Islândia - Jamaica - Mongólia - Sérvia - Vietnã |

#### Etapas
| Etapa                | País e Candidata                 |
| Salto à Distância    | - Hungria - Edina Kulcsár        |
| 60 Metros            | - Costa do Marfim - Yéo Jennifer |
| Teste de Velocidade  | - África do Sul - Rolene Strauss |
| Cabo de Guerra       | - Time Vermelho                  |
| Revezamento 4 x 200m | - Time Amarelo                   |

#### Posições
- Com a realização das etapas, as colocações foram distribuídas assim:[9]

| Colocação               | País e Candidata |
| 1                       | - Finlândia - Krista Haapalainen |
| 2                       | - Hungria - Edina Kulcsár |
| 3                       | - África do Sul - Rolene Strauss |
| (TOP 32) Semifinalistas | - Alemanha - Egzonita Ala - Austrália - Courtney Thorpe - Áustria - Julia Furdea - Bielorrússia - Viktoriya Mihanovich - Brasil - Julia Gama - Colômbia - Leandra García - Costa do Marfim - Jennifer Kolo Yéo - El Salvador - Larissa Vega - Equador - Stephanie Limongi - Estados Unidos - Elizabeth Safrit - Gibraltar - Shyanne Azzopardi - Haiti - Carolyn Désert - Índia - Koyal Rana - Inglaterra - Carina Tyrell - Irlanda do Norte - Rebekah Shirley - Islândia - Tanja Yr Ástporsdóttir - Jamaica - Laurie-Ann Chin - Lesoto - Nthole Foxie - País de Gales - Alice Ford - México - Daniela Álvarez - Mongólia - Battsetseg Turbat - Noruega - Olivia Pedersen - Paraguai - Carolina Arévalos - República Checa - Tereza Skoumalova - Sérvia - Milica Vuklis - Trinidad e Tobago - Sarah Waddell - Turquia - Amine Gülse - Vietnã - Nguyen Thi Loan |

## Candidatas
121 candidatas irão participar do concurso neste ano:
| - África do Sul - Rolene Strauss - Albânia - Xhensila Pere - Alemanha - Egzonita Ala - Argentina - Yoana Don - Aruba - Joitza Henriquez - Austrália - Courtney Thorpe - Áustria - Julia Furdea - Bahamas - Rosetta Cartwright - Barbados - Zoé Trotman - Bielorrússia - Viktoriya Mihanovich - Bélgica - Anissa Blondin - Belize - Alejandra Badillo - Bermudas - Lillian Lightbourn - Bolívia - Andrea Forfori - Bósnia e Herzegovina - Isidora Borovcanin - Brasil - Julia Gama - Camarões - Larissa Ngangoum - Canadá - Annora Bourgeault - Chade - Sakadi Djivira - Chipre - Ioanna Filippou - Colômbia - Leandra Caicedo - Coreia do Sul - Song Hwa-young - Costa Rica - Natasha Sibaja - Costa do Marfim - Jennifer Kolo Yéo - Croácia - Antonija Gogic - Curaçao - Gayle Sulvaran - Dinamarca - Pernille Sørensen - Egito - Amina Ashraf - El Salvador - Larissa Graniello - Equador - Virginia Limongi - Escócia - Ellie McKeating - Eslováquia - Laura Longauerova - Eslovênia - Julija Bizjak - Espanha - Lourdes Ruiz - Estados Unidos - Elizabeth Safrit - Etiópia - Yirgalem Hadish - Fiji - Charlene Sulueti - Filipinas - Valerie Weigmann - Finlândia - Krista Haapalainen - França - Flora Coquerel - Gabão - Helda Mathas - Gana - Nadia Densua - Geórgia - Ana Zubashvili - Gibraltar - Shyanne Azzopardi - Grécia - Eleni Kokkinou - Guadalupe - Wendy Métony - Guam - Victoria Jarrett - Guatemala - Keyla Núñez - Guiana - Rafieya Asieya - Guiné - Halimatou Diallo - Guiné Equatorial - Agnes Genoveva - Haiti - Carolyn Désert - Hong Kong - Wong Cheuk-Ki - Hungria - Edina Kulcsár - Ilhas Virgens Americanas - Aniska Tonge - Ilhas Virgens Britânicas - Rosanna Chichester - Índia - Koyal Rana - Indonésia - Asteria Sastrayu - Inglaterra - Carina Tyrell - Irlanda - Jessica Hayes - Irlanda do Norte - Rebekah Shirley - Islândia - Tanja Yr Ástporsdóttir | - Israel - Mor Maman - Itália - Silvia Cataldi - Jamaica - Laurie-Ann Chin - Japão - Hikaru Kawai - Lesoto - Nthole Matela - Letônia - Agne Kavaliauskaite - Líbano - Sally Greige - Lituânia - Agne Kavaliauskaite - Luxemburgo - Frédérique Wolff - Malásia - Dewi Seriestha - Malta - Joanne Galea - Martinica - Aurélie Delwaulle - Maurício - Sheetal Khadun - México - Daniela Álvarez - Moldávia - Alexandra Caruntu - Mongólia - Battsetseg Turbat - Montenegro - Natasa Novakovic - Myanmar - Wyne Lay - Namíbia - Brumhilda Ochs - Nepal - Subin Limbu - Nicarágua - Yumara López - Nigéria - Iheoma Nnadi - Noruega - Olivia Pedersen - Nova Zelândia - Diane Garciano - País de Gales - Alice Ford - Países Baixos - Tatjana Maul - Panamá - Nicole Pinto - Paraguai - Myriam Arévalos - Peru - Sofia Kroll - Polônia - Ada Sztajerowska - Porto Rico - Génesis Dávila - Portugal - Zita Oliveira - Quênia - Idah Nguma - Quirguistão - Aykol Alykzhanova - República Checa - Tereza Skoumalova - República Dominicana - Angélica Moreno - República Popular da China - Du Yang - Romênia - Bianca Fanu - Rússia - Anastasiya Kostenko - São Tomé e Príncipe - Djeissica Barbosa - Sérvia - Milica Vuklis - Seicheles - Camilla Estico - Singapura - Dalreena Poonam - Sri Lanka - Chulakshi Saubhagya - Sudão do Sul - Awien Bol - Suécia - Olivia Asplund - Suíça - Dijana Cvijetic - Tanzânia - Happiness Watimanywa - Tailândia - Maeya Thongleng - Trinidad e Tobago - Sarah Waddell - Tunísia - Wahiba Arres - Turquia - Amine Gülse - Ucrânia - Andriana Khasanshin - Uganda - Leah Kalanguka - Uruguai - Romina Fernández - Venezuela - Débora Menicucci - Vietnã - Nguyen Thi Loan - Zimbábue - Tendai Hunda |

## Miss Honduras
- No dia 19 de novembro uma trágica notícia atingiu a organização Miss World e a população hondurenha, a morte de sua candidata, Maria José Alvarado e a de sua irmã, Sofia, por ciúmes do namorado da segunda. Com a morte, notificada em toda a imprensa mundial ganhando destaques em tabloides e páginas voltadas a concursos de beleza repercutiu o alto nível de violência que o país enfrenta.[11] A franqueada hondurenha decidiu não enviar nenhuma outra candidata,devido ao curto prazo,já que Maria seria enviada para Londres uma semana depois.[12]

## Histórico

### Estreantes
- Chade
- São Tomé e Príncipe

### Voltaram
Competiu pela última vez em Londres, 1960:
- Myanmar

Competiu pela última vez em Sanya, 2010:
- Luxemburgo

Competiu pela última vez em Londres, 2011:
- Egito

Competiram pela última vez em Ordos, 2012:
- Israel
- Uruguai
- Zimbabue

### Desistências
- Argélia - Sabrine Chouaib
- Cazaquistão - Madina Davletova
- Guiné-Bissau - Laila da Costa

## Crossovers
Candidatas que já disputaram ou vão disputar outros concursos de beleza:
| Miss Universo - 2014: Áustria - Julia Furdea - 2014: Geórgia - Ana Zubashvili - 2014: Líbano - Saly Greige Miss Beleza Internacional - 2012: Costa Rica - Natasha Sibaja - 2012: Guam - Chanel Jarrett Miss Terra - 2012: Mongólia - Battsetseg Turbat Rainha Hispano-Americana - 2013: Costa Rica - Natasha Sibaja - 2014: Haiti - Carolyne Desert (4º. Lugar) Miss Intercontinental - 2012: Costa Rica - Natasha Sibaja (Semifinalista) - 2012: Porto Rico - Genesis Davila (2º. Lugar) | Miss Turismo Internacional - 2011: Costa Rica - Natasha Sibaja Miss Continentes Unidos - 2011: Peru - Sofia Kroll Best Model of the World - 2010: Namíbia - Brumhilda Ochs Miss América Latina - 2014: Panamá - Nicole Pinto (Vencedora) Elite Model Look - 2008: África do Sul - Rolene Strauss (Semifinalista) |